# ادوارد اف. کلاین
ادوارد فرانسیس کلاین (انگلیسی: Edward Francis Cline؛ ‏ ۴ نوامبر ۱۸۹۱ – ۲۲ مهٔ ۱۹۶۱) بازیگر، کارگردان، و فیلم‌نامه‌نویس اهل ایالات متحده آمریکا بود.

## فیلم‌شناسی
- تماشاخانه
- خانواده همسرم
- رنگ‌پریده
- زندانی ۱۳
- آن حلقه کوچک طلا
- خیال‌پردازی‌ها
- خانه برقی
- شمال یخ‌زده
- دست‌نیافتنی
- پاهای میلیون دلاری
- پلیس‌ها
- شب بانوان در حمام
- اشاره هشداردهنده
- همسایه‌ها
- مشکل دشوار
- به‌طور کامل
- شیفته بالون